# Halve sinus versus
De halve sinus versus of haversinus, aangeduid met {\displaystyle \mathrm {haversin} }, van een scherpe hoek {\displaystyle \theta } in een rechthoekige driehoek is een goniometrische functie, gedefinieerd als volgt: 
{\displaystyle {\textrm {haversin}}(\theta )=\sin ^{2}\left({\frac {\theta }{2}}\right)}
De halve sinus versus werd vroeger in de astronomie, navigatiekunde en binnen de wiskunde in de boldriehoeksmeting gebruikt, maar wordt nu onder andere door de computertechniek nog maar zelden gebruikt. Goniometrische tabellen werden overbodig, dus ook alle functies die, zoals de halve sinus versus, gemakkelijk uit andere functies konden worden afgeleid, in dit geval de sinus.
Het verband tussen de sinus versus en de halve sinus versus kan als volgt worden uitgedrukt:
{\displaystyle {\textrm {haversin}}(\theta )={\frac {{\textrm {versin}}(\theta )}{2}}}